# 젠트로파
젠트로파(Zentropa)는 덴마크의 영화 제작사이다. 1992년 라르스 폰 트리어와 페테르 알베크 옌센이 설립하였다. 젠트로파라는 이름은 라르스 폰 트리어와 페테르 알베크 옌센이 협업한 《유로파》에서 따온 것이다.